# José Ney López
José Ney López Belalcázar es un exhalterofilo colombiano que compitió en los Juegos Olímpicos de Melbourne 1956 y Roma 1960.  En esta última edición, fue noveno en la categoría de peso ligero, siendo el mejor colombiano en estas justas.